# Wartin
Wartin [vaʁˈtiːn] ist ein Ortsteil der Gemeinde Casekow im Landkreis Uckermark in Brandenburg. Das Dorf hat rund 500 Einwohner. Im Dorf stehen eine im 13. Jahrhundert erbaute Kirche und ein ehemaliges Herrenhaus, das Schloss Wartin.

## Geografische Lage
Das Dorf liegt in Vorpommern auf der Randower Hochfläche, östlich des Flusses Randow.

## Geschichte
Das Rittergut in Wartin gehörte ursprünglich der Adelsfamilie von Blankenburg. 1717 wurde Joachim Bernd von der Osten Eigentümer des Gutes. Nach einigen Besitzerwechseln kaufte 1928 die Gesellschaft zur Förderung der inneren Kolonisation das Rittergut, teilte es auf und siedelte dort 94 Bauern mit je 25 ha an.
1899 erhielt das Dorf durch die Kleinbahn Casekow–Penkun–Oder einen Bahnanschluss; die Strecke wurde nach dem Zweiten Weltkrieg stillgelegt.
Das Dorf gehörte dem 1818 gebildeten Kreis Randow in der Provinz Pommern an. Mit der Auflösung des Kreises Randow kam es 1939 zum Landkreis Greifenhagen.
Am 31. Dezember 2002 wurde Wartin in die Gemeinde Casekow eingegliedert.

## Schloss Wartin

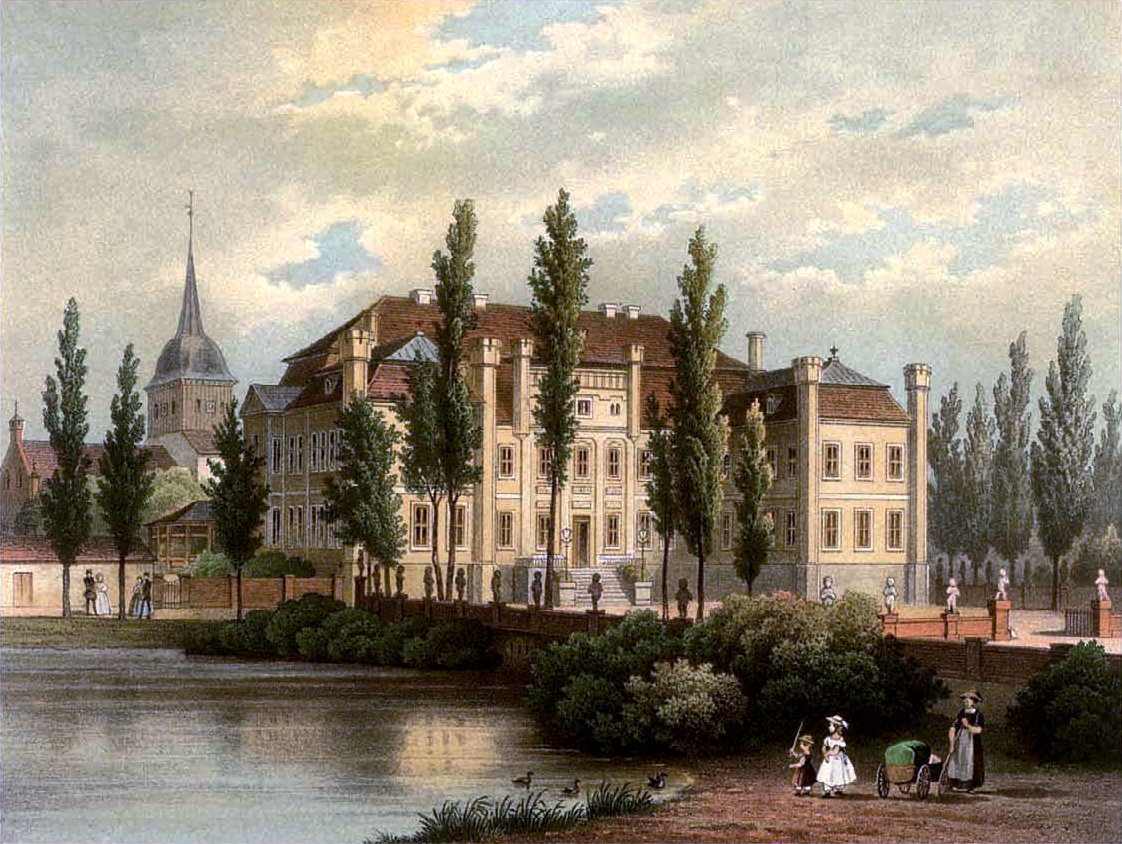
Schloss Wartin um 1860, Sammlung Alexander Duncker

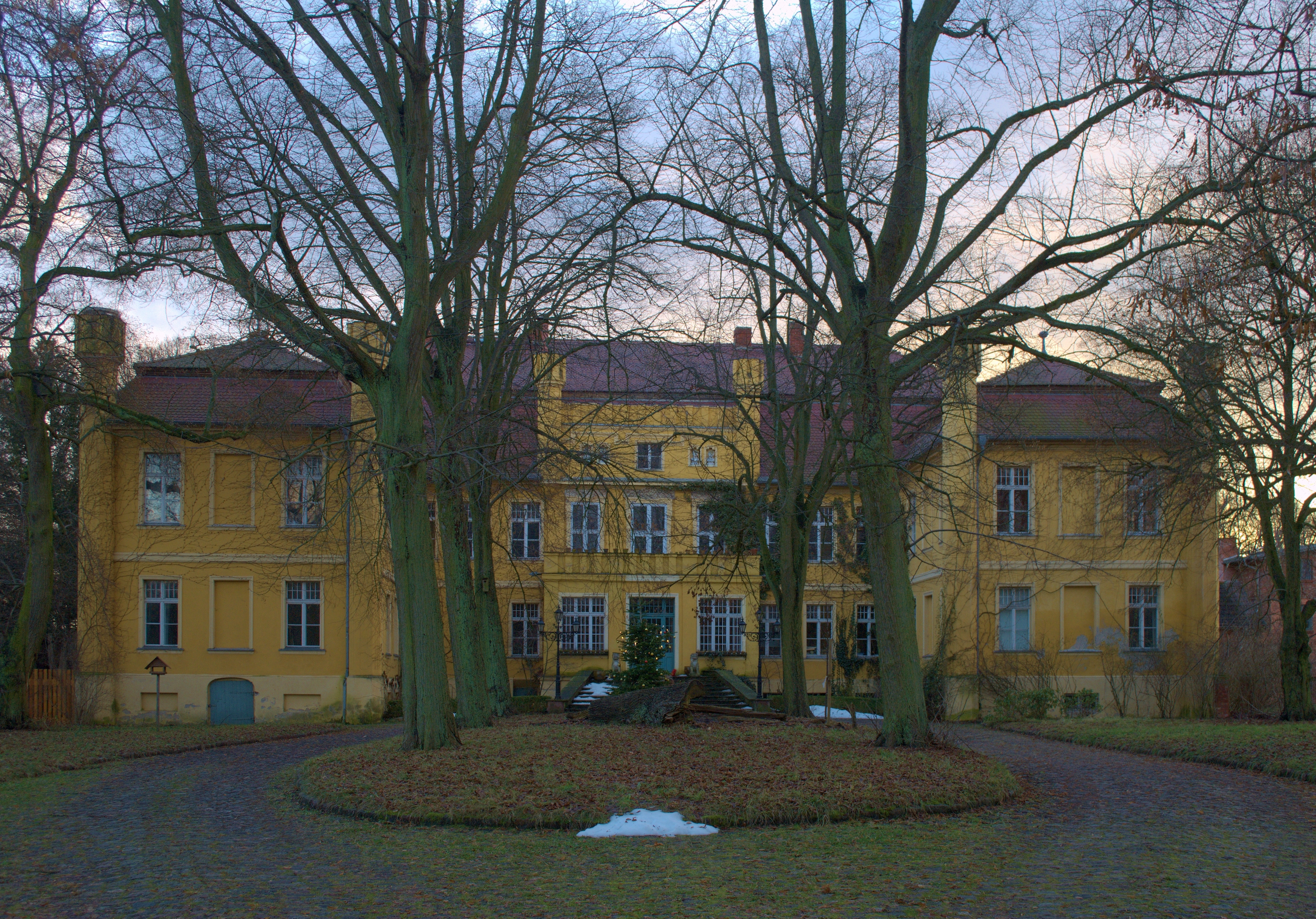
Das Schloss heute (2012)

Das Herrenhaus von Wartin stammt aus dem 18. Jahrhundert. Es ist ein zweigeschossiges Herrenhaus mit Ehrenhof, das ursprünglich im barocken Stil errichtet wurde. Im 19. Jahrhundert wurde es durch neugotische Ecktürmchen sowie das gotisierte Portal ergänzt.
Nach 1933 wurde im Herrenhaus eine Gauführerschule eingerichtet.
Nach der Wiedervereinigung begann die Stiftung Collegium Wartinum, das alte Herrenhaus Schloss Wartin zu renovieren und vor dem Verfall zu bewahren. Die Stiftung verfolgt darüber hinaus das Ziel, Schloss Wartin für die Zwecke des Vereins Europäische Akademie nutzbar zu machen und zu einem Zentrum für Kunst, Kultur und Wissenschaft auszubauen.
Bewohnt wird das Schloss von   Hans-Joachim Mengel, der der Europäischen Akademie e. V. als Vorsitzender bzw. Direktor vorsteht. Er gibt an, Ziel der Akademie seien Studienwochenenden gemeinsam mit Studenten sowie andere wissenschaftliche, künstlerische und kulturelle Aktivitäten. 2023 ist der Mitgründer des Schlossprojekts,  Charles Elworthy  verstorben.

## Entwicklung der Einwohnerzahl
- 1925: 617[7]
- 1933: 723[7]
- 1939: 697[7]

## Kirche

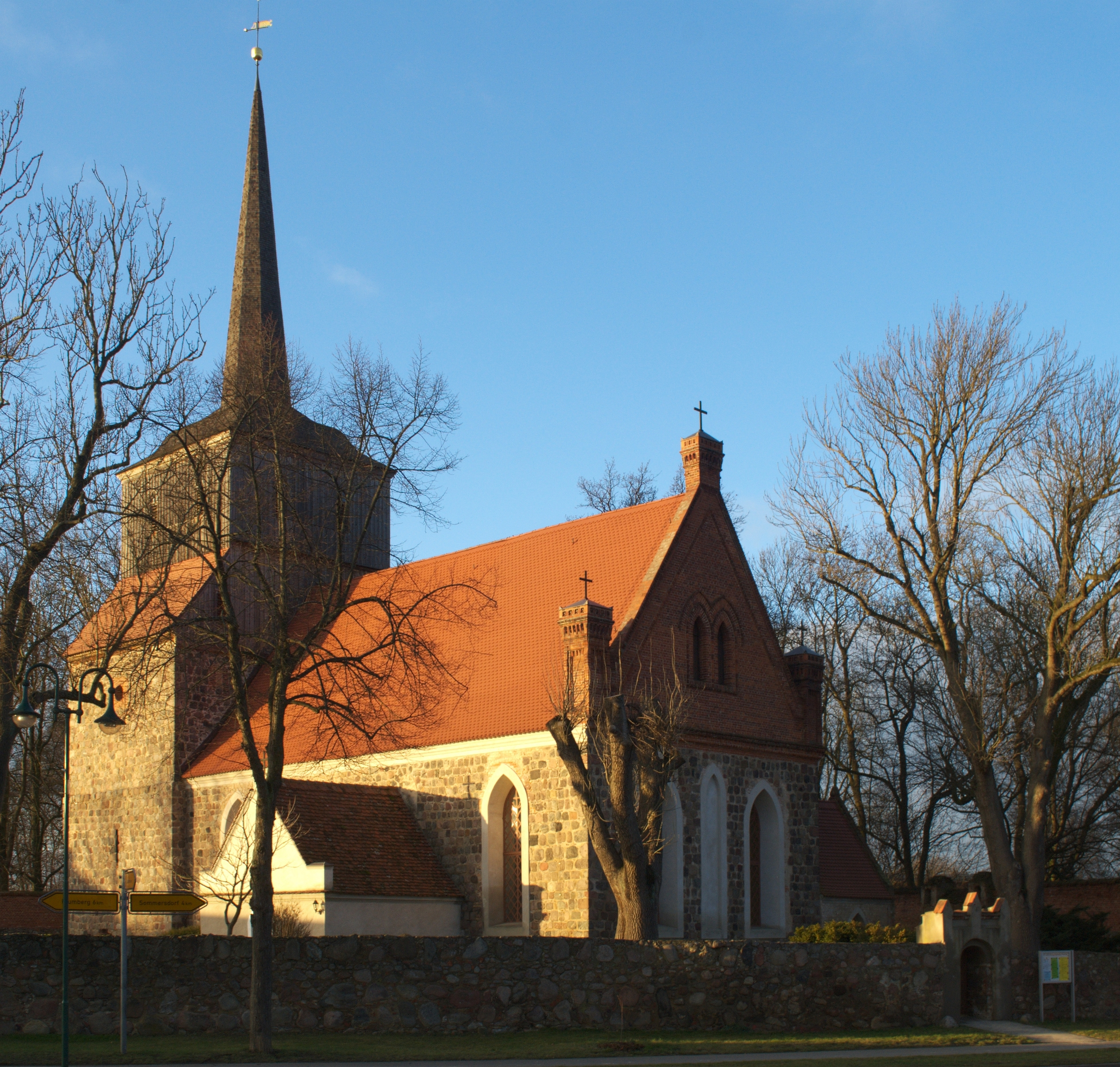
Kirche Wartin

Die Dorfkirche Wartin stammt aus dem 13. Jahrhundert. Der Kirchturm wurde Ende des 17. Jahrhunderts durch einen verbretterten Oberbau ergänzt. Der Kanzelaltar stammt von Anfang des 18. Jahrhunderts.
Die Orgel wurde 1744 von Joachim Wagner erbaut.

## Persönlichkeiten

### Söhne und Töchter des Ortes
- Otto von Ramin (1815–1882), Verwaltungsbeamter, Rittergutsbesitzer und Parlamentarier

### Mit dem Ort verbunden
- Christian Friedrich Voigt (um 1725–1780), Organist und Orgelbauer in Wartin